# Castéra-Verduzan
Castéra-Verduzan é uma comuna francesa na região administrativa de Occitânia, no departamento de Gers. Estende-se por uma área de 19,82 km². Em 2010 a comuna tinha 1 021 habitantes (densidade: 51,5 hab./km²).